# Torrgölen (Kisa socken, Östergötland)
Torrgölen är en sjö i Kinda kommun i Östergötland och ingår i Motala ströms huvudavrinningsområde. Sjön har en area på 0,0829 kvadratkilometer och ligger 206,8 meter över havet.

## Delavrinningsområde
Torrgölen ingår i det delavrinningsområde (643423-148027) som SMHI kallar för Inloppet i Övre Fölingen. Medelhöjden är 184 meter över havet och ytan är 12,26 kvadratkilometer. Räknas de 5 avrinningsområdena uppströms in blir den ackumulerade arean 122,98 kvadratkilometer. Storån (Bringesån) som avvattnar avrinningsområdet har biflödesordning 3, vilket innebär att vattnet flödar genom totalt 3 vattendrag innan det når havet efter 160 kilometer. Avrinningsområdet består mestadels av skog (89 procent). Avrinningsområdet har 0,54 kvadratkilometer vattenytor vilket ger det en sjöprocent på 4,4 procent.